# Eupithecia dechkanata
Eupithecia dechkanata là một loài bướm đêm trong họ Geometridae.